# Пер Браге Старший
Граф Пер Браге Старший (швед. Per Brahe den äldre; травень 1520— 1 вересня 1590, провінція Седерманланд) — шведський державний діяч.

## Біографія
Представник шведської гілки відомого дворянського роду Браге. Син Йоакіма Браге і Маргарет Еріксдоттер Ваза, сестри короля Швеції (з 1523) Густава I Ваза.
Двоюрідний брат трьох шведських королів Еріка XIV, Юхана III і Карла IX.
Пер Браге Старший був одним із перших представників шведської знаті, отримав дворянський титул, введений королем Еріком XIV. З нагоди коронації в 1561 Браге був пожалуваний графством Вісінгсборг, розташованим на о. Вісінгсьо.
Був членом Таємної ради Швеції і правителем Стокгольмського замку (з 1540). При королі Юхані III, був призначений риксдротсом Швеції (Лордом-розпорядником, одним з п'яти Великих офіцерів шведського королівства) і губернатором Норрланда, а також, знову — правителем Стокгольмського замку.
У шлюбі з Беатою Стенбок (1533—1583) мав дітей — синів:
- Йоакіна (1550—1567);
- Еріка (1552—1614) — губернатор, члена таємної ради;
- Густава (1558—1615) — члена таємної ради, фельдмаршала;
- Магнуса (1564—1633) — риксдротса, одного з п'яти Великих офіцерів шведського королівства і лорда-констебля Швеції ;
- Юхана (1566—1566);
- Абрахама (1577—1650) — члена таємної ради

дочок:
- Маргарет (1559—1638);
- Цецилію (1554—1554);
- Анну (1562—1565);
- Сігрід (1568—1608), дружина Йогана Гулленштерни, шведського адмірала, прихильника Сигізмунда III Вази.Їх син Зигмунд Гульденштерн — каштелян Гданська і дипломат Речі Посполитої

Його онуком був Пер Бразі Молодший, державний і військовий діяч, дипломат, генерал-губернатор Фінляндії. Регент Швеції (двічі), риксдротс.